# Savannah Marshall
Savannah Rose Dee Marshall (* 19. Mai 1991 in Hartlepool, Durham, England) ist eine britische Profiboxerin und ehemalige Weltmeisterin aller vier bedeutenden Verbände (WBA, WBC, WBO, IBF) im Supermittelgewicht. Zudem ist sie ehemalige Weltmeisterin der WBO im Mittelgewicht.
Bei den Amateuren wurde sie 2012 Weltmeisterin und erreichte jeweils einen fünften Platz bei den Olympischen Sommerspielen 2012 und 2016.

## Amateurkarriere
Savannah Marshall wuchs in Hartlepool auf und begann im Alter von elf Jahren mit dem Boxsport. Zwei ihrer Trainer waren Adam Smith und Tim Coulter.
Sie gewann 2008 die Jugend-Europameisterschaft in Jambol und 2009 im Weltergewicht die EU-Meisterschaften in Pasardschik. Beim selben Event 2010 in Keszthely gewann sie Silber und nahm an den Weltmeisterschaften 2010 in Bridgetown teil, wo sie ebenfalls Silber im Weltergewicht gewann; sie besiegte unter anderem Lotte Lien und Marichelle de Jong, ehe sie im Finale knapp mit 4:5 gegen Andrecia Wasson verlor.
2011 gewann sie bei der Europameisterschaft in Rotterdam eine Bronzemedaille im Mittelgewicht, nachdem sie im Halbfinale gegen Nouchka Fontijn ausgeschieden war. Ihren größten Erfolg erzielte sie dann bei der Weltmeisterschaft 2012 in Qinhuangdao, als sie die Goldmedaille im Mittelgewicht gewann und damit Großbritanniens erste Boxweltmeisterin wurde. Sie bezwang dabei Claressa Shields, Lotte Lien, Li Jinzi, Nadeschda Torlopowa und Yelena Vıstropova. Shields Niederlage gegen Marshall blieb die einzige in den 78 Amateurkämpfen ihrer Karriere.
Bei den Olympischen Sommerspielen 2012 in London erreichte sie nach einer Niederlage gegen Marina Wolnowa einen fünften Platz.
2013 gewann sie die EU-Meisterschaften in Keszthely mit einem Finalsieg gegen Nouchka Fontijn und gewann auch die World Combat Games 2013 in Sankt Petersburg, unter anderem mit Siegen gegen Jaroslawa Jakuschina und Li Qian.
Die Commonwealth Games 2014 in Glasgow gewann sie ebenfalls, nachdem sie im Finale Ariane Fortin besiegt hatte. Bei den Weltmeisterschaften 2014 in Jeju-si unterlag sie dann im Achtelfinale gegen Jaroslawa Jakuschina und bei den Europaspielen 2015 in Baku gegen Nouchka Fontijn.
Nach dem Gewinn einer Bronzemedaille im Mittelgewicht bei der Weltmeisterschaft 2016 in Astana, wobei sie im Halbfinale erneut gegen Nouchka Fontijn ausgeschieden war, startete sie bei den Olympischen Sommerspielen 2016 in Rio de Janeiro. Dort siegte sie gegen Anna Laurell, verlor jedoch wieder gegen Nouchka Fontijn und erreichte erneut einen fünften Rang.

## Profikarriere
Am 18. Mai 2017 gab Floyd Mayweather Jr. bekannt, Savannah Marshall beim US-Promoter Mayweather Promotions unter Vertrag genommen zu haben. Ihr Profidebüt gewann sie am 26. August 2017 gegen Sydney LeBlanc.
Nach sieben weiteren Siegen boxte sie am 31. Oktober 2020 in der Londoner Wembley Arena gegen Hannah Rankin um die vakante WBO-Weltmeisterschaft im Mittelgewicht und siegte durch TKO in der siebenten Runde. Zuvor war am 1. August 2019 bekanntgegeben worden, dass Marshall nun beim britischen Promoter Eddie Hearn (Matchroom) und dem Fernsehsender Sky Sports unter Vertrag steht. Ihr Trainer wurde Peter Fury.
Im April 2021 verteidigte sie den Titel durch KO in der dritten Runde gegen Maria Lindberg und am 16. Oktober 2021 durch TKO in der zweiten Runde gegen Lolita Muzeya.
Ihre inzwischen dritte Titelverteidigung gewann sie am 2. April 2022 durch KO in der dritten Runde gegen Femke Hermans.
Am 15. Oktober 2022 verlor sie in London einen Titel-Vereinigungskampf nach Punkten gegen die WBC-, WBA- und IBF-Weltmeisterin Claressa Shields.
Ihren nächsten Kampf bestritt sie am 1. Juli 2023 im Supermittelgewicht gegen die Titelträgerin aller vier bedeutenden Verbände, Franchón Crews-Dezurn, und siegte durch Mehrheitsentscheidung. Aufgrund einer Verletzungspause wurde ihr der WBC-Titel im September 2023 entzogen, da sie nicht fristgerecht zu einer Titelverteidigung hätte antreten können. Sie wurde jedoch vom Verband zum „Champion in Recess“ ernannt, was ihr bei einer Rückkehr einen sofortigen Titelkampf ermöglicht hätte. Ihre verbliebenen Titel der IBF- und WBO verlor sie am 11. Juli 2025 nach Punkten an Shadasia Green.